# سیبیرسکی (شهرستان پروومایسکی، سرزمین آلتای)
سیبیرسکی (به لاتین: Sibirsky) یک منطقهٔ مسکونی در روسیه است که در سرزمین آلتای واقع شده‌است.